# Can Guix (Flaçà)
Can Guix és una masia de Flaçà (Gironès) inclosa a l'Inventari del Patrimoni Arquitectònic de Catalunya.

## Descripció
És una típica masia catalana de planta rectangular, desenvolupada en planta baixa i pis i dues plantes pis, amb tres crugies perpendiculars a la façana i accés central. La coberta es de teula a dues vessants. Posteriorment es va ampliar una a la lateral.
Tant la porta forana com la resta d'obertures, estan emmarcades amb carreus de pedra i llinda de una sola peça. La porta amb les impostes que ajuden a la llinda de pedra a salvar la llum de la portalada, de típica reminiscència medieval. Les finestres del primer pis presenten elements ornamentals religiosos de tradició gòtica a la llinda, ampit amb trencaaigües i esplandits exteriors en els brancals i la llinda. En el pati es conserva una pallissa amb dues columnes i capitells de pedra que suporten una cobertura de cairats i teula a dues.

## Història
És una de les cases més antigues del poble. A la llinda d'una finestra del primer pis es pot llegir "SETEMBRE 1560" i en una altra hi posa "FABRER 1564" acompanyades d'un elements ornamental de tradició gòtica i